# レビジャヒヘド諸島

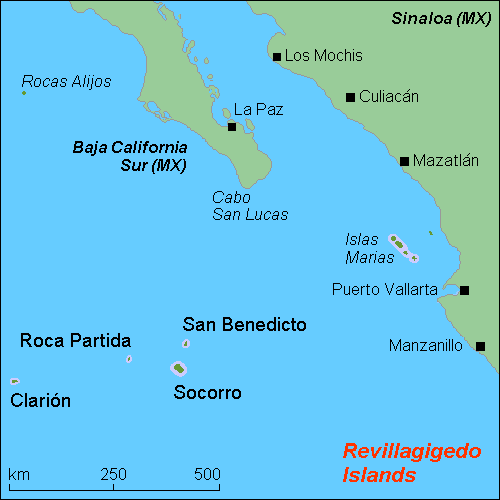

レビジャヒヘド諸島（Archipiélago de Revillagigedo または Islas Revillagigedo）は太平洋のおおよそ北緯18度 西経112度 / 北緯18度 西経112度付近にある火山島の諸島である。メキシコ、コリマ州のマンサニージョに属しており、バハカリフォルニア半島南端のサンルカス岬の南西386km、マンサニージョの西720kmから870km西に位置している。2018年現在、メキシコ海軍によって保護されている。
大陸棚上にない太平洋のメキシコの島には他にグアダルーペ島とロカスアリホス島がある。
面積は合計で169 km2である。ソコロ島の南部に海軍の基地があり、250名がすんでいる。クラリオン島にも小さな海軍の基地があり、9名がいる。そのほかは無人である。
レビジャヒヘド諸島は4つの火山島からなる。以下に東にあるものから列記する。
1. サン・ベネディクト島（スペイン語版） 4.8 km × 2.4 km、面積 10 km²、標高 310 m
2. ソコロ島 16.5 × 11.5 km、面積 132 km²、標高 1130 m
3. ロカ・パルティーダ島 91 m × 45 m、面積 0.003 km²、標高 34 m
4. クラリオン島（スペイン語版） 8.5 km × 3.5 km、面積 27 km²、標高 335 m

諸島は東西250kmに渡っている。東側の3つの島はインナー諸島と呼ばれる。一方クラリオン島はかなり西に離れており、タイムゾーンも異なる。

## 海洋保護区
カリフォルニア海流と北赤道海流の移行帯に位置する諸島を含む周辺約15万平方キロメートルはレビジャヒヘド国立公園としてメキシコ海軍によって保護されており、最大20種のサメやオニイトマキエイなどのエイ、ザトウクジラなどのクジラ、イルカ、ウミガメのほか、大型の遠海魚をはじめとする様々な魚類や渡り鳥にとって重要な地域とされている。特にアオツラカツオドリ、アオアシカツオドリ、アカアシカツオドリ、カツオドリ、アカハシネッタイチョウ、アメリカグンカンドリおよび絶滅危惧種のオオセグロミズナギドリなどの海鳥が多く生息しており、オニイトマキエイを対象とする掃除魚のクラリオンエンゼルフィッシュなどの少なくとも10種のサンゴ礁に生息する（準）固有種の魚類も見られる。また、島々の沿岸には塩生植物の植生があり、内陸に行くとハウチワノキ、Guettarda insularis、Croton masoniiの低木林およびFicus cotinifolia、Sideroxylon socorrenseとPsidium galapageiumの森林が生えており、少なくとも33種の固有種の植物が見られる。ソコロ島やクラリオン島にはソロコナゲキバト、ソロコマネシツグミ、ソコロシロハラミソサザイ、クラリオンミソサザイなどの4種の固有種および11種の固有亜種の鳥類が生息しているが、うちナゲキバトを含む3種類は野外で絶滅したと考えられる。他には2種の固有種のトカゲ、2種の固有種のヘビや多くの種類の固有種の無脊椎動物が生息している。一帯は2004年にラムサール条約登録地となった。
もともとはレビジャヒヘド各諸島から10㎞程度の地域までしか保護区域に入っていなかったが、カリフォルニア大学デービス校の調査によりこの地域に生息するサメの行動範囲が10㎞を優に超える範囲だと分かったことから、保護区域が7倍に拡張された。これにより周辺での掘削や漁業、観光開発などが規制されることとなった。
一帯の生態系は熱帯東太平洋のエコリージョンに属し、海洋研究家のエンリック・サラは、諸島を「北米の熱帯地域で最も自然が残された場所」と評している。過去にはいくつかの島でブタやヒツジなどの外来種の飼育が行われたが、現在は除去された。クマネズミ類は当初から導入されていないため、島への持ち込みは警戒中である。ただし、ネコ、ウサギ、ネズミはまだ完全に除去されていない。

## 登録基準
この世界遺産は世界遺産登録基準のうち、以下の条件を満たし、登録された（以下の基準は世界遺産センター公表の登録基準からの翻訳、引用である）。
- (7) ひときわすぐれた自然美及び美的な重要性をもつ最高の自然現象または地域を含むもの。
- (9) 陸上、淡水、沿岸および海洋生態系と動植物群集の進化と発達において進行しつつある重要な生態学的、生物学的プロセスを示す顕著な見本であるもの。
- (10) 生物多様性の本来的保全にとって、もっとも重要かつ意義深い自然生息地を含んでいるもの。これには科学上または保全上の観点から、すぐれて普遍的価値を持つ絶滅の恐れのある種の生息地などが含まれる。